# Thomas Schroll
Thomas Schroll (Hall in Tirol, 26 de noviembre de 1965) es un deportista austríaco que compitió en bobsleigh en la modalidad cuádruple.
Participó en dos Juegos Olímpicos de Invierno, obteniendo una medalla de oro en Albertville 1992, en la prueba cuádruple (junto con Ingo Appelt, Harald Winkler y Gerhard Haidacher), y el cuarto lugar en Lillehammer 1994, en la misma prueba.
Ganó una medalla de plata en el Campeonato Mundial de Bobsleigh de 1995 y tres medallas en el Campeonato Europeo de Bobsleigh entre los años 1989 y 1995.

## Palmarés internacional
| Juegos Olímpicos   | Juegos Olímpicos      | Juegos Olímpicos  | Juegos Olímpicos |
| Año                | Lugar                 | Medalla           | Prueba           |
| ------------------ | --------------------- | ----------------- | ---------------- |
| 1992               | Albertville (Francia) | Medalla de oro    | Cuádruple        |
| Campeonato Mundial |                       |                   |                  |
| Año                | Lugar                 | Medalla           | Prueba           |
| 1995               | Winterberg (Alemania) | Medalla de plata  | Cuádruple        |
| Campeonato Europeo |                       |                   |                  |
| Año                | Lugar                 | Medalla           | Prueba           |
| 1989               | Winterberg (RFA)      | Medalla de bronce | Cuádruple        |
| 1990               | Igls (Austria)        | Medalla de oro    | Cuádruple        |
| 1995               | Altenberg (Alemania)  | Medalla de plata  | Cuádruple        |